# تجرة رود
تجرة رود هي قرية في مقاطعة ميانة، إيران. عدد سكان هذه القرية هو 109 في سنة 2006.